# Universidade de Tecnologia de Utah
A Universidade de Tecnologia de Utah (em inglês: Utah Tech University) é uma universidade pública norte-americana, localizada em St. George, no estado de Utah.
Foi fundada em 1911 pela Igreja de Jesus Cristo dos Santos dos Últimos Dias como St. George Stake Academy. Anos depois, tornou-se uma escola estadual, fazendo parte do Sistema de Ensino Superior de Utah (em inglês: Utah System of Higher Education)). Era conhecida como Faculdade Estadual Dixie até 2013, quando mudou para o nome Universidade Estadual Dixie.
A universidade possui mais de 150 cursos acadêmicos, atualmente contando com 4 mestrados e 52 bacharelados. Atualmente possui cerca de 12 mil estudantes.

## História

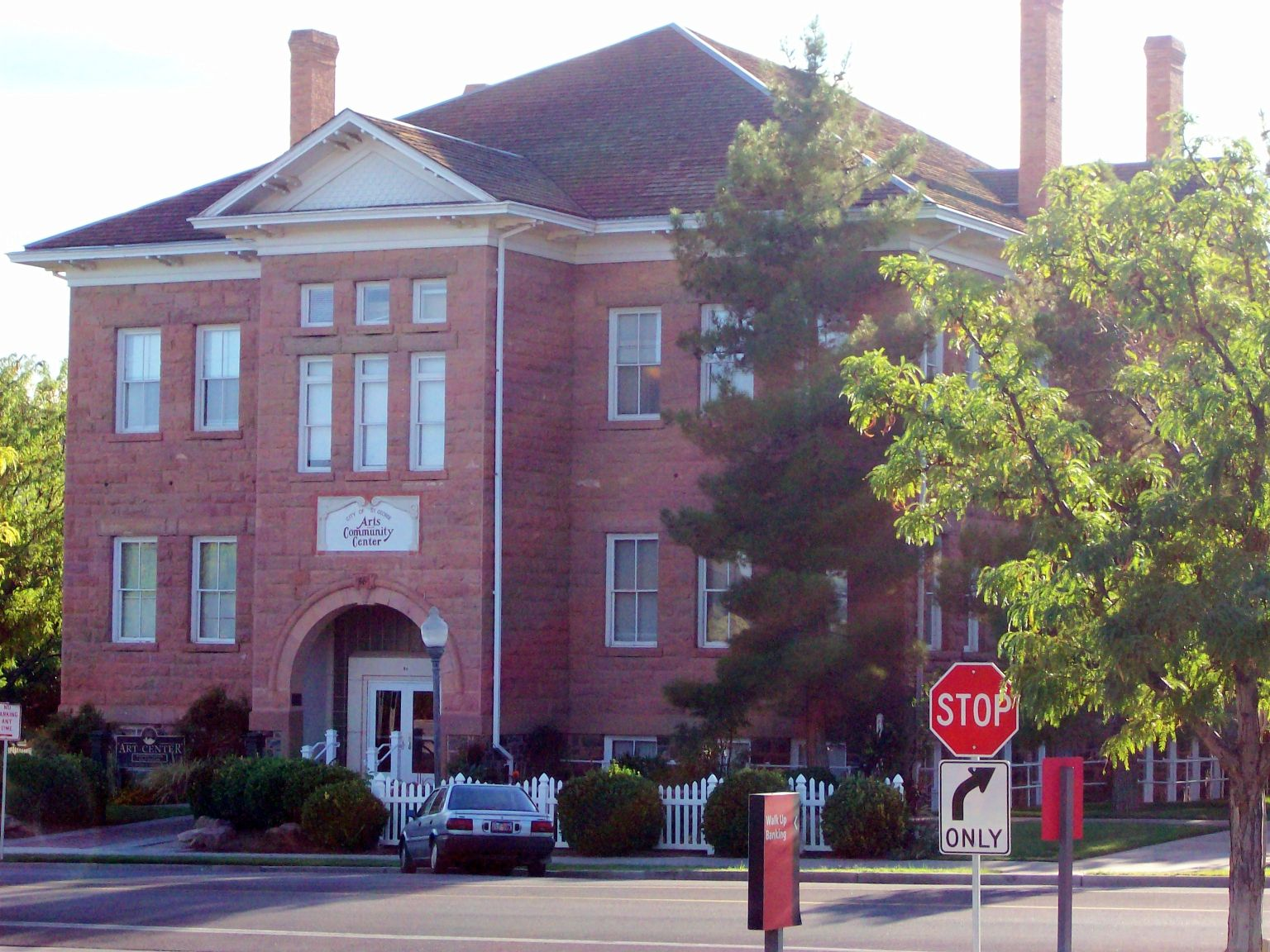
O antigo prédio da St. George Stake Academy

A instituição foi fundada pela Igreja de Jesus Cristo dos Santos dos Últimos Dias em 19 de setembro de 1911 como St. George Stake Academy. Em 1916, a Academia, localizada em uma região conhecida como Dixie de Utah (Utah's Dixie) pelos colonos, tornou-se Dixie Normal College. Em 1923, o nome foi mudado para Dixie Junior College.
Em 1933, a igreja mórmon interrompeu seu apoio à instituição, e os cidadãos locais se uniram e mantiveram o funcionamento da escola por meio de doações e trabalho por dois anos.
Em 1935, o Conselho Estadual de Educação assumiu o financiamento da escola, mas queria separar os estudantes universitários dos estudantes do ensino médio, com o colégio passando para a direção do Condado de Washington. A comunidade resistiu, sentindo que os cerca de 200 estudantes universitários e um número semelhante de estudantes do ensino médio precisavam ser combinados para fornecer um corpo discente de bom tamanho para os muitos programas sociais e acadêmicos. Outra preocupação era que o condado não tivesse fundos para construir um novo colégio.
Entre 1935 e 1963, vários líderes estaduais propuseram o fechamento da instituição em várias ocasiões, mas os cidadãos locais estavam dispostos a mantê-la. A população, com apoio da Associação de Educação Dixie (em inglês, Dixie Education Association), levantou fundos para comprar quatro blocos de terreno nas ruas 700 East e 100 South para a construção de um novo campus. O terreno foi doado ao estado que, por sua vez, concordou em financiar alguns prédios para um novo campus ali. Em 1957, o ginásio foi concluído e em 1963 quatro outros edifícios estavam prontos para atender os estudantes universitários, enquanto os alunos do ensino médio permaneceram no campus do centro.

## Faculdades

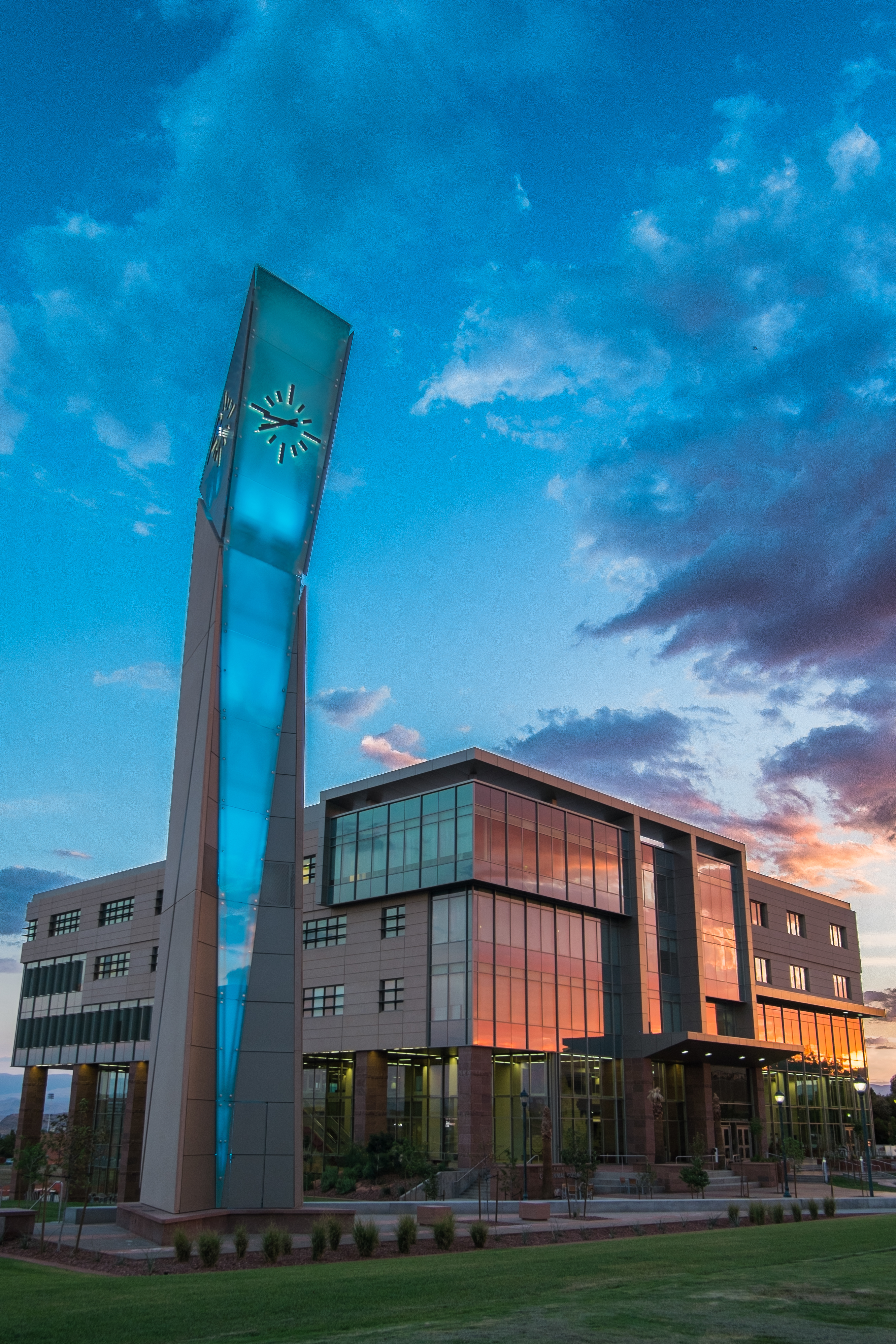
O edifício Holland Centennial Commons e a Clock Tower no campus

A Universidade de Tecnologia de Utah possui 6 faculdades, com 24 departamentos e 150 cursos acadêmicos.
- Faculdade de Artes
- Faculdade de Administração
- Faculdade de Educação
- Faculdade de Ciência, Engenharia e Tecnologia
- Faculdade de Ciências da Saúde
- Faculdade de Humanidades e Ciências Sociais

## Alunos famosos
- Nolan D. Archibald, CEO da Black & Decker
- John Moses Browning, desenvolvedor de armamentos
- Josh Burkman, atleta de luta livre (MMA) e participante do Ultimate Fighting Championship (UFC)
- Howard W. Cannon, senador norte-americano do estado de Nevada durante os anos de 1959 a 1983
- Corey Dillon, jogador de futebol americano que atuou na National Football League (MFL)
- Cresent Hardy, político que atuou na Câmara dos Representantes dos Estados Unidos de 2015 a 2017
- Jeffrey R. Holland, membro do Quórum dos Doze da A Igreja de Jesus Cristo dos Santos dos Últimos Dias
- Lionel Hollins, jogador de basquete que venceu um campeonato da National Basketball Association (NBA)
- Wendy Horman, política que atua na Câmara dos Representantes de Idaho desde 2012
- Brad Thompson, jogador de beisebol que venceu o World Series de 2006